# Reinhold Röttger
Reinhold Röttger (* 13. November 1930 in Münster, Westfalen; † 20. Januar 2020) war ein deutscher Regisseur und Theaterintendant.

## Leben
Reinhold Röttger erhielt seine künstlerische Ausbildung an der Folkwang Hochschule in Essen. 1962 kam er als Schauspieler, Regieassistent und Abendspielleiter an das Theater Osnabrück. Von 1968 bis 1973 war er Spielleiter am Theater Aachen. Von 1974 bis 1982 war Röttger als Oberspielleiter und Hausregisseur am Theater Hof engagiert. Anschließend wechselte er für drei Jahre als Oberspielleiter und stellvertretender Intendant an das Theater Lüneburg. 1985 kehrte er als Intendant an das Theater Hof zurück und hatte diese Position dort bis 1995 inne.
Während seiner zehnjährigen Intendanz am Theater Hof trat er dort auch regelmäßig als Regisseur mit eigenen Inszenierungen hervor. Zu seinen wichtigsten Regiearbeiten gehörte eine Nabucco-Inszenierung zum Spielzeitbeginn 1984/85, wo er ein Regiekonzept vorlegte, das auf „Übersicht und Verständlichkeit abzielte“. Bei seiner Spielplangestaltung berücksichtigte er schwerpunktmäßig das klassische Opern- und Operettenrepertoire, nahm jedoch auch Stücke der Moderne und zeitgenössische Werke ins Programm. Unter seiner Intendanz wurde als Neuerung jede Spielzeit mit der Neuinszenierung einer Oper eröffnet. 1986 engagierte er den für seine provokanten Inszenierungen bekannten Regisseur Edmund Gleede, der am Theater Hof eine umstrittene Inszenierung der Strauß-Operette Der Zigeunerbaron vorlegte. Intensiv setzte sich Röttger für den Neubau des Theaters Hof ein und setzte die Ganzjährigkeit des Hofer Theaterbetriebs an, wodurch die Künstler auch in der Sommerpause durchgehend ihre Gage erhielten.
Mit Ende der Spielzeit 1994/95 ging Röttger in den Ruhestand. Zu seinen Abschiedsinszenierungen gehörten Ariadne auf Naxos und Faust, worin er in den Rollen „Theaterdirektor“ und „Gott Vater“ auch selbst auftrat. Er wurde zum Ehrenmitglied des Theaters Hof ernannt.
Ab der Spielzeit 1995/96 wirkte er bis 1997 für zwei Spielzeiten als Interimsintendant am Landestheater Coburg. In derselben Funktion leitete er von 2001 bis 2004 das Mainfranken Theater Würzburg. 2002 engagierte er Katharina Wagner für ihre erste eigene Operninszenierung, Die Meistersinger von Nürnberg, nach Würzburg. Für die Spielzeit 2003/04 legte er dort auch noch einmal einen eigens von ihm verantworteten Spielplan vor, bei dem er neben beim Publikum als „sicher“ geltenden Werken wie Nabucco, Idomeneo, Don Pasquale oder Martha auch die selten gespielte Puccini-Oper La rondine und eine Stolz-Operette ansetzte.
1990 wurde er für seine künstlerischen Verdienste mit der Ehrenmedaille des Bezirks Oberfranken ausgezeichnet.
Röttger, der sich in seiner Freizeit gerne dem Schwimmen und Radfahren widmete, war Vater von zwei Kindern. Er hatte eine Tochter (* 1969) und einen Sohn (* 1977). Röttger lebte in Leupoldsgrün bei Hof.  Er starb im Januar 2020 im Alter von 89 Jahren.